# Kagerup Savværk
Kagerup Savværk er en trævarevirksomhed beliggende i Grib Skov på Kagerup Stationsvej ved siden af Kagerup Station. Sammen med Mårum Teglværk var det den første egentlig industri i Helsinge-området.
Kagerup Savværk opført i perioden 1886 til 1889 af den legendariske Jens Olsen Christensen kaldet Kulfanden. Virksomheden blev hurtigt rygraden i hans forretninger og grundlaget for hans formue, som ved hans død i 1930 blev opgjort til over 1. million kroner, hvilket var et ganske betydeligt beløb på daværende tidspunkt.
Savværket var udsat for brand i både 1937 og 1940, samt en skorstensbrand i 1952. Værket fik i løbet af årene både betegnelserne dampsavværk og trævarefabrik. Produktionen stoppede i 1997, men blev i 2004 genoptaget i mindre omfang.

## Fotogalleri
- Træstamme køre til savværket på hestevogn i 1930'erne.
- Træuldfremstilling på Kagerup Savværk i 1950'erne.
- Produktion på Kagerup Savværk, 1964.